# インテルFS
インテルFS(スペイン語: Inter Fútbol Sala)は、スペイン・マドリード州トレホン・デ・アルドスを本拠地とするフットサルクラブ。リーガ・ナシオナル・デ・フットボル・サラ(LNFS)のプリメーラ・ディビシオン（1部）に所属している。ホームアリーナはパベリョン・ホルヘ・ガルバホサ。
プリメーラ・ディビシオンでは12回優勝している。FIFAインターコンチネンタル・フットサルカップでは史上最多の5回優勝している。「緑の機械」を意味する「マキナ・ベルデ」と呼ばれる。

## 歴史
1977年にオラXXVとして設立され、1979年にはインテルビュー・オラXXVとなり、初めて選手権に出場した。1989年にリーガ・ナシオナル・デ・フットボル・サラ(LNFS)が全国リーグであるディビシオン・デ・オノールを創設すると、インテルビュー・ロイドは創設時のクラブの一つとなり、初のシーズンである1989-90シーズンには国内リーグとコパ・デ・エスパーニャの2冠を達成した。1990-91シーズンにはフットサルヨーロッパクラブ選手権で優勝した。
2002-03シーズンから2005-06シーズンにはディビシオン・デ・オノールで4連覇を達成した。2003-04シーズンにはUEFAフットサルカップで初優勝し、2005年にはFIFAインターコンチネンタル・フットサルカップで初優勝した。2013-14シーズンから2017-18シーズンにはプリメーラ・ディビシオンで5連覇を達成した。
スペイン国内で携帯電話事業を営むモビスターがスポンサーとなり、2008年から2015年はインテル・モビスターという名称で、2015年以降はモビスター・インテルという名称活動している。
2022年の8月にバサジィ大分を同年に退団していた日本の山田凱斗選手がセカンドチームのインテルFS・Bへ入団することが発表され、同年9月にはトップチームでのデビューを果たした。

## チーム名の遍歴
- 1977年-1979年: オラXXV (Hora XXV)
- 1979年-1981年: インテルビュー・オラXXV (Interviú Hora XXV)
- 1981年-1991年: インテルビュー・ロイド (Interviú LLoyd´s)
- 1991年-1996年: インテルビュー・ブーメラン (Interviú Boomerang)
- 1996年-1999年: ブーメラン・インテルビュー (Boomerang Interviú)
- 1999年-2000年: エアテル・ブーメラン (Airtel Boomerang)
- 2000年-2002年: アンテナ3・ブーメラン (Antena 3 Boomerang)
- 2002年-2007年: ブーメラン・インテルビュー (Boomerang Interviú)
- 2007年-2008年: インテルビュー・フェデサ (Interviú Fadesa)
- 2008年-2015年: インテル・モビスター (Inter Movistar)
- 2015年-: モビスター・インテル (Movistar Inter)

## タイトル
出典 : 公式サイト

### 国際タイトル
- FIFAインターコンチネンタル・フットサルカップ : 5回

2005, 2006, 2007, 2008, 2011
- フットサルヨーロッパクラブ選手権（英語版） : 1回

1990-91
- UEFAフットサルチャンピオンズリーグ : 5回

2003-04, 2005-06, 2008-09, 2016-17, 2017-18
- ヨーロッパ・カップウィナーズカップ : 1回

2007-08
- コパ・イベリカ : 2回

2004, 2006

### 国内タイトル
- リーガFEFS : 6回

1983-84, 1984–85, 1985–86, 1986–87,1987–88, 1988–89
- プリメーラ・ディビシオン : 15回

1989-90, 1990–91, 1995–96, 2001–02, 2002–03, 2003–04, 2004–05, 2007–08, 2013-14, 2014-15, 2015-16, 2016-17, 2017-18, 2019-20, 2020-21
- カンペオナート・デ・クルブス・デ・エスパーニャ : 3回

1979-80, 1980-81, 1981-82
- コパ・デ・エスパーニャ (FEFS) : 3回

1984, 1986, 1988
- コパ・デ・エスパーニャ : 11回

1990, 1996, 2001, 2004, 2005, 2007, 2009, 2014, 2016, 2017, 2021
- コパ・デル・レイ : 2回

2014-15, 2020-21
- スーペルコパ・デ・エスパーニャ : 14回

1990, 1991, 1996, 2001, 2002, 2003, 2005, 2007, 2008, 2011, 2015, 2017, 2018, 2020

### 地域タイトル
- カンペオナート・デ・マドリード : 8回

1993–94, 1994–95, 1998–99, 1999–00, 2000–01, 2005–06, 2007–08, 2009–10

## 成績
| シーズン | 部 | ディビジョン | 順位 | 備考 |
| -------- | -- | ------------ | ---- | ---- |
| 1989–90  | 1  | プリメーラ   | 1位  |      |
| 1990–91  | 1  | プリメーラ   | 2位  |      |
| 1991–92  | 1  | プリメーラ   | 1位  |      |
| 1992–93  | 1  | プリメーラ   | 1位  |      |
| 1993–94  | 1  | プリメーラ   | 1位  |      |
| 1994–95  | 1  | プリメーラ   | 5位  |      |
| 1995–96  | 1  | プリメーラ   | 2位  |      |
| 1996–97  | 1  | プリメーラ   | 7位  |      |
| 1997–98  | 1  | プリメーラ   | 3位  |      |
| 1998–99  | 1  | プリメーラ   | 4位  |      |
| 1999–00  | 1  | プリメーラ   | 5位  |      |
| 2000–01  | 1  | プリメーラ   | 4位  |      |
| 2001–02  | 1  | プリメーラ   | 4位  |      |
| 2002–03  | 1  | プリメーラ   | 1位  |      |
| 2003–04  | 1  | プリメーラ   | 1位  |      |
| 2004–05  | 1  | プリメーラ   | 2位  |      |
| 2005–06  | 1  | プリメーラ   | 2位  |      |

| シーズン | 部 | ディビジョン | 順位          | 備考 |
| -------- | -- | ------------ | ------------- | ---- |
| 2006–07  | 1  | プリメーラ   | 1位           |      |
| 2007–08  | 1  | プリメーラ   | 2位           |      |
| 2008–09  | 1  | プリメーラ   | 2位           |      |
| 2009–10  | 1  | プリメーラ   | 2位           |      |
| 2010–11  | 1  | プリメーラ   | 3位           |      |
| 2011–12  | 1  | プリメーラ   | 3位 / ベスト4 |      |
| 2012–13  | 1  | プリメーラ   | 3位 / ベスト4 |      |
| 2013–14  | 1  | プリメーラ   | 1位 / 優勝    |      |
| 2014–15  | 1  | プリメーラ   | 1位 / 優勝    |      |
| 2015–16  | 1  | プリメーラ   | 1位 / 優勝    |      |
| 2016–17  | 1  | プリメーラ   | 1位 / 優勝    |      |
| 2017–18  | 1  | プリメーラ   | 1位 / 優勝    |      |
| 2018–19  | 1  | プリメーラ   | 4位 / ベスト8 |      |
| 2019–20  | 1  | プリメーラ   | 1位 / 優勝    |      |
| 2020–21  | 1  | プリメーラ   | 1位 / 優勝    |      |
| 2021-22  | 1  | プリメーラ   | 4位 / ベスト8 |      |

## 歴代所属選手
- 2001-2011  マルキーニョ
- 2002-2010  ダニエル・イバニェス・カエターノ
- 2013-2020  リカルジーニョ
- 2015-2017  ダルラン・エンリケ・ロペス
- 2017  セルジーニョ
- 2022-  山田凱斗